# Sukkalmah
Les Sukkalmah, ou dynastie Sukkalmah, ou encore la dynastie Epartide après le fondateur Eparti, est une dynastie de l'Élam antique (sud-ouest de l'Iran actuel) vers 1900-1500 avant J.-C.
Leur règne sur l'Elam correspond à la dernière partie de la période paléo-élamite (datée de 2700 à 1600 avant J.-C) et fait suite à la dynastie Shimashki (2200-1900 avant J.-C.). 
Le nom Sukkalmah signifie « Grand régents » et correspond donc à un titre utilisé par les dirigeants élamite de cette période. L'un des plus connus est Siwepalarhuhpak.
De nombreux documents et inscriptions cunéiformes subsistent de cette période, en particulier de la région de Suse.

## Liste des Grands régents
| Nom                                           | Nom                   | Portrait | Titre                                                                        | Naissance - Mort         | Début de règne       | Fin de règne         | Lien familial                                                | Note                                 |
| --------------------------------------------- | --------------------- | -------- | ---------------------------------------------------------------------------- | ------------------------ | -------------------- | -------------------- | ------------------------------------------------------------ | ------------------------------------ |
| Dynastie Sukkalmah vers 1970 – 1500 av. J.-C. |                       |          |                                                                              |                          |                      |                      |                                                              |                                      |
| 1                                             | Eparti II E-b-r-t.    |          | Roi de Anshan et de Suse                                                     | ? – ?                    | vers 1973 av. J.-C.  | ?                    | Marié à la fille du roi Iddin-Dagan d'Isin en 1973 av. J.-C. | voir Iddin-Dagan, roi d'Isin         |
| 2                                             | Shilhaha Shi-l-ha-ha. |          | Sukkalmah                                                                    | ? – ?                    | ?                    | ?                    | "Fils choisi par Ebarat"                                     |                                      |
| 3                                             | Kuk-Nashur I          |          | Sukkalmah                                                                    | ? – ?                    | ?                    | ?                    | Fils (ruhushak) de Shilhaha                                  |                                      |
| 4                                             | Atta-hushu            |          | Sukkal et Ippir de Suse, « Berger » du peuple de Iran, berger de Inshushinak | ? – après 1894 av. J.-C. | vers 1928 av J.-C.   | après 1894 av. J.-C. | Fils de Kuk-Nashur I (?)                                     |                                      |
| 5                                             | Tetep-Mada            |          | « berger » du peuple de Suse                                                 | ?–?                      | vers c. 1890 BC      | ?                    | Fils de Kuk-Nashur I (?)                                     |                                      |
| 6                                             | Palar-Ishshan         |          | Sukkalmah                                                                    | ? – ?                    | ?                    | ?                    | ?                                                            |                                      |
| 7                                             | Kuk-Sanit             |          |                                                                              | ? – ?                    | ?                    | ?                    | Fils de Palar-Ishshan (?)                                    |                                      |
| 8                                             | Kuk-Kirwash           |          | Sukkalmah, Sukkal d'Elam et de Simashki et de Suse                           | ? – ?                    | ?                    | ?                    | Fils de Lan-Kuku, et neveu de Palar-Ishshan                  |                                      |
| 9                                             | Tem-Sanit             |          |                                                                              | ? – ?                    | ?                    | ?                    | Fils de Kuk-Kirwash                                          |                                      |
| 10                                            | Kuk-Nahhunte          |          |                                                                              |                          | ?–?                  | ?                    | Fils de Kuk-Kirwash                                          |                                      |
| 11                                            | Kuk-Nashur II         |          | Sukkalmah, Sukkal d'Élam et de Simashki et de Suse                           | ? – ?                    | ?                    | ?                    | Fils de Kuk-Nahhunte (?)                                     |                                      |
| 12                                            | Shirukduh             |          | Sukkalmah                                                                    | ? – ?                    | vers 1790 av. J.-C.  | ?                    | ?                                                            | voir Shamshi-Adad Ier, roi d'Assyrie |
| 13                                            | Shimut-Wartash I      |          |                                                                              | ? – ?                    | ?                    | ?                    | Fils de Shirukduh                                            |                                      |
| 14                                            | Siwe-Palar-Hupak      |          | Sukkalmah, Sukkal de Suse, Prince d'Élam                                     | ? – ?                    | avant 1765 av. J.-C. | après 1765 av. J.-C. | Fils de Shirukduh                                            |                                      |
| 15                                            | Kuduzulush I          |          | Sukkalmah, Sukkal de Suse                                                    | ? – ?                    | ?                    | ?                    | Fils de Shirukduh                                            |                                      |
| 16                                            | Kutir-Nahhunte I      |          | Sukkalmah                                                                    | ? – ?                    | vers 1710 av. J.-C.  | ?                    | Fils de Kuduzulush I                                         |                                      |
| 17                                            | Atta-Merra-Halki      |          |                                                                              | ? – ?                    | ?                    | ?                    | Fils de Kuduzulush I (?)                                     |                                      |
| 18                                            | Tata II               |          | Sukkal                                                                       | ? – ?                    | ?                    | ?                    | Frère de Atta-Merra-Halki                                    |                                      |
| 19                                            | Lila-Irtash           |          |                                                                              | ? – ?                    | ?                    | ?                    | Fils de Kuduzulush I                                         |                                      |
| 20                                            | Temti-Agun            |          | Sukkalmah, Sukkal de Suse                                                    | ? – ?                    | ?                    | ?                    | Fils de Kutir-Nahhunte I                                     |                                      |
| 21                                            | Kutir-Shilhaha        |          | Sukkalmah, Sukkal                                                            | ? – ?                    | ?                    | ?                    | Fils de Temti-Agun                                           |                                      |
| 22                                            | Kuk-Nashur III        |          | Sukkal of Elam, Sukkal of Susa                                               | ? – ?                    | avant 1646 av. J.-C. | après 1646 ap. J.-C. | Fils de Kutir-Shilhaha                                       |                                      |
| 23                                            | Temti-Raptash         |          |                                                                              | ? – ?                    | ?                    | ?                    | Fils de Kutir-Shilhaha                                       |                                      |
| 24                                            | Shimut-Wartash II     |          |                                                                              | ? – ?                    | ?                    | ?                    | Fils de Kuk-Nashur III                                       |                                      |
| 25                                            | Shirtuh               |          | Roi de Suse                                                                  | ? – ?                    | ?                    | ?                    | Fils de Kuk-Nashur III                                       |                                      |
| 26                                            | Kuduzulush II         |          | Sukkalmah, roi of Suse                                                       | ? – ?                    | ?                    | ?                    | Fils de Shimut-Wartash II                                    |                                      |
| 27                                            | Tan-Uli               |          | Sukkalmah, Sukkal                                                            | ? – ?                    | ?                    | ?                    | ?                                                            |                                      |
| 28                                            | Temti-Halki           |          | Sukkalmah, Sukkal d'Elam et de Simashki et de Suse                           | ? – ?                    | ?                    | ?                    | Fils de Tan-Uli                                              |                                      |
| 29                                            | Kuk-Nashur IV         |          | Sukkalmah                                                                    | ? – ?                    | ?                    | ?                    | Fils de Tan-Uli                                              |                                      |
| 30                                            | Kutik-Matlat          |          |                                                                              | ? – ?                    | vers 1500 av. J.-C.  | ?                    | Fils de Tan-Uli                                              |                                      |